# Pyxis
Pour les articles homonymes, voir Pyxis (homonymie).
Genre
Synonymes
- Acinixys Siebenrock, 1902
- Bellemys Williams, 1950
- Pyxoides Vuillemin & Domergue, 1972

Pyxis est un genre de tortues de la famille des Testudinidae.

## Répartition
Les deux espèces de ce genre sont endémiques de Madagascar.

## Liste des espèces
Selon TFTSG (28 juin 2011) :
- Pyxis arachnoides Bell, 1827 — Pyxide arachnoïde
- Pyxis planicauda (Grandidier, 1867) — Kapidolo

## Publication originale
- Bell, 1827 : On two new genera of land tortoises. Transactions of the Linnean Society of London, vol. 15, p. 392-401 (texte intégral).